# Robyn Maher
Robyn Maher (6 de outubro de 1969) é uma ex-basquetebolista profissional australiana, medalhista olímpica.

## Carreira
Robyn Maher integrou a Seleção Australiana de Basquetebol Feminino, em Atlanta 1996, conquistando a medalha de prata.

## Vida familiar
A lenda do basquete australiano Robyn é casada com ex-treinador das Opals, Tom Maher e tem na familia atletas da AFL.